# Sabicea capitellata
Sabicea capitellata är en måreväxtart som beskrevs av George Bentham. Sabicea capitellata ingår i släktet Sabicea och familjen måreväxter. Inga underarter finns listade i Catalogue of Life.